# Президентские выборы в Южной Корее (1967)
Президентские выборы 1967 года в Южной Корее состоялись 3 мая. В них приняло участие шесть кандидатов, но реальными претендентами были только действующий президент Пак Чон Хи и бывший президент Юн Бо Сон. Пак одержал уверенную победу над Юн Бо Соном (51,4 % голосов против 40,9 %), предвыборная программа которого строилась главным образом на критике коррупции во власти. Но поскольку экономические успехи страны, достигнутые за время нахождения у власти Пак Чон Хи, были очевидны, победа далась ему легко.
Явка на выборы составила 83,6 %.

## Результаты выборов
| Кандидат                | Партия                                 | Число поданых голосов | %     | %     |
| ----------------------- | -------------------------------------- | --------------------- | ----- | ----- |
| Пак Чон Хи              | Демократическая республиканская партия | 5 688 666             | 51,4  |       |
| Юн Бо Сон               | Новая демократическая партия           | 4 526 541             | 40,9  |       |
| О Джэ Ён                | Партия объединения Кореи               | 264 533               | 2,4   |       |
| Ким Джун Ён             | Народная партия                        | 248 369               | 2,2   |       |
| Чон Джин Хан            | партия независимости Кореи             | 232 179               | 2,1   |       |
| Ли Се Джин              | Партия справедливости                  | 98 433                | 0,9   |       |
| Всего (Явка: 83,6 %)    | Всего (Явка: 83,6 %)                   | 11 645 215            | 100,0 | 100,0 |
| Источники: Nohlen et al |                                        |                       |       |       |